# Organización Meteorológica Internacional
La Organización Meteorológica Internacional (1873-1951), conocida también como OMI, fue el primer ente a nivel mundial formado con el propósito de intercambiar información sobre el tiempo entre los diferentes países del mundo. Nació de la constatación de que los sistemas meteorológicos se desplazan a través de las fronteras de los países y el conocimiento de la presión, la temperatura, las precipitaciones y otras variables meteorológicas en toda la Tierra es necesaria para la predicción meteorológica. En 1951 fue sustituida por la Organización Meteorológica Mundial.

## Historia
A raíz de los avances en el campo de la meteorología durante la primera mitad del siglo XIX, Matthew Fontaine Maury de la Marina de EE. UU. estuvo trabajando para convencer a los diferentes servicios meteorológicos existentes de la emergente necesidad de la cooperación internacional entre ellos. Finalmente, el 23 de agosto de 1853 se logró realizar una primera reunión entre diferentes servicios meteorológicos del mundo que se llevó a cabo en Bruselas. En esta reunión participaron representantes de diez países: Bélgica, Dinamarca, Estados Unidos, Francia, Gran Bretaña, Noruega, Holanda, Portugal, Rusia y Suecia. El objetivo principal de esta reunión era mejorar y estandarizar la toma de datos meteorológicos y oceánicas.
La reunión de Bruselas de 1853 fue el embrión de la futura OMI que quedó establecida oficialmente en la conferencia en Viena de septiembre de 1873. Los miembros de la OMI fueron los directores de los servicios meteorológicos nacionales. Se estableció también un Comité Meteorológico Permanente presidido por Buys Ballot, director del Servicio Meteorológico Holandés.
En 1951, la Organización Meteorológica Mundial, los miembros de la cual son los países y no los servicios meteorológicos, sucedió a la OMI.

## Presidentes
- Christophorus Henricus Didericus Buys Ballot (Holanda), 1873 a 1879
- Heinrich von Wild (Rusia), desde 1879 hasta 1.896
- Eleuthère Mascart (Francia), 1896-1907
- William Napier Shaw (RU), 1907-1923
- Ewoud van Everdingen (Holanda), 1923-1935
- Theodor Hesselberg (Noruega), 1935-46
- Sir Nelson King Johnson (R.U.), desde 1946 hasta 1951